# Enculturatie
Enculturatie is het proces waarbij cultuurkenmerken worden overgedragen van een samenleving of sociale omgeving naar een individu vanaf de geboorte. Het is een socialisatieproces dat zich afspeelt binnen de cultuur waarin men is geboren. Dit in tegenstelling tot acculturatie waarbij een groep juist elementen van een vreemde cultuur overneemt.
Enculturatie waarbij waarden en normen worden geïnternaliseerd is een levenslang proces en is een voorwaarde voor integratie.